# Finanzamt Biberach

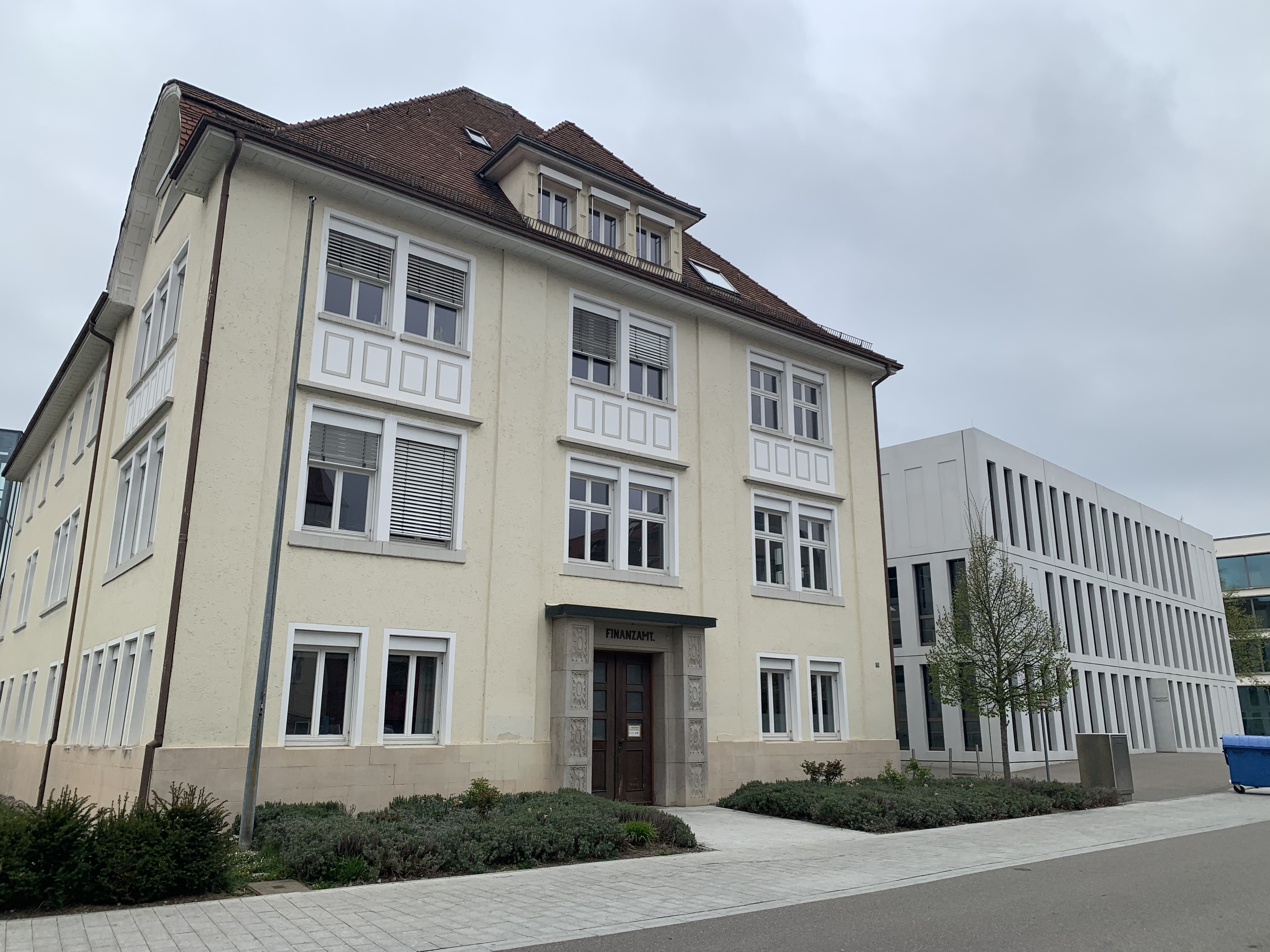
Die Gebäude des Finanzamt Biberach

Das Finanzamt Biberach in Biberach an der Riß entstand nach der Auflösung der Kameralämter in Württemberg als Nachfolgebehörde des Kameralamts Biberach. Das Finanzamt ist heute eine örtliche Behörde der Finanzverwaltung in Baden-Württemberg.

## Geschichte
Im Jahr 1922 erfolgte die Abgabe der Liegenschaftsverwaltung an das Staatsrentamt Weingarten. 1943/44 wurde der Amtssprengel durch Teile der Finanzamtsbezirke Leutkirch bzw. Waldsee vergrößert. 
Von 1944 bis 1976 war das Finanzamt Laupheim als Außenstelle angegliedert. 
Seit 1974 ist das Finanzamt Biberach für einen Teil des Landkreises Biberach zuständig.
In Riedlingen befindet sich seit 1974 eine Außenstelle (siehe Finanzamt Riedlingen) des Finanzamts Biberach.